# Julia Pott
Julia Pott née à Shenley, un village du Hertfordshire en Angleterre entre Barnet et St Albans, le 13 juin 1985, est une réalisatrice d'animation, chef-animateur, illustratrice, scénariste et productrice britannique primée résidant à Los Angeles,,. Elle a été nommée aux  Primetime Emmy Awards pour le meilleur court métrage d'animation. En 2016, elle se rend à la 88e cérémonie des Oscars pour représenter World of Tomorrow, le film d'animation américain en compétition lors de la soirée réalisé par Don Hertzfeldt dans lequel elle prête sa voix au personnage d'Emily,. En 2019, elle est invitée d'honneur à l'Université DePaul à Chicago.

## Enfance et formation
Pott ayant une mère américaine, a passé ses étés d'enfance dans les Hamptons et déclare que dès l'âge de 6 ans elle a: «toujours dessiné et j'ai toujours dit aux gens que je voulais être dessinatrice et travailler pour Disney. Mais je pense que je voulais surtout être Blanche-Neige à Disney World…». Elle obtient une licence en illustration et animation à l'Université de Kingston (2004-2007), où son court métrage My Firt Crush a attiré l'attention comptant en 2021 près de 1,5 million de vues sur YouTube. Après avoir obtenu son diplôme de Kingston, Pott a réalisé des visuels animés pour The Decemberists et Bat For Lashes, puis est sortie diplômée d'une maîtrise en animation du Royal College of Art (2009-2011), où elle a perfectionné son style en réalisant les courts métrages d'animation Howard (2010) et Belly (2011). Elle part s'installer à Brooklyn puis à Los Angeles.

## Carrière
Les films de Pott ont été en compétition au sein de festivals du monde entier, notamment à Sundance et SXSW. Elle est la créatrice et productrice exécutive de La Colo magique (Summer Camp Island) sur HBO MAX,. Elle a été nommée "un des 25 nouveaux visages du cinéma" par Filmmaker Magazine. Ses clients incluent Channel 4, Toyota, Oreo, J. Crew, Hermès, MTV, Cartoon Network et Glamour. En tant que scénariste, Pott cite diverses inspirations: l'écriture de Jon Irving, J. D. Salinger ou Kurt Vonnegut ainsi que les cinéastes Woody Allen, Joss Whedon, Wes Anderson et Rob Reiner.

## Récompenses

### Belly(2011)
Liste non-exhaustive des prix:
| Récompense                                                           | Résultat   |
| -------------------------------------------------------------------- | ---------- |
| France: Festival international du court métrage de Clermont-Ferrand. | Lauréat    |
| États-Unis: Festival du film de Sundance 2013.                       | Nomination |
| États-Unis: South by Southwest 2013                                  | Nomination |
| États-Unis: San Francisco International Film Festival                | Lauréat    |
| États-Unis: Chicago                                                  | Lauréat    |
| États-Unis: Festival du film de Philadelphie                         | Lauréat    |